# Côm lá bóng
Côm lá bóng (danh pháp khoa học: Elaeocarpus nitentifolius) là một loài thực vật có hoa trong họ Côm. Loài này được Merr. & Chun mô tả khoa học đầu tiên năm 1935.